# Cable & Wireless (Panamá)
Cable & Wireless Panamá S.A., es una empresa dedicada a las telecomunicaciones en Panamá, que opera comercialmente bajo la marca +Móvil. La empresa se fundó en 1997, tras la privatización de la antigua empresa estatal INTEL, y ha brindado desde entonces servicios de línea fija, móvil y banda ancha, televisión pagada, servicios corporativos y empresariales con tecnología de última generación. Cable & Wireless Panamá S.A. es propiedad conjunta de Cable & Wireless Cala Holdings Limited (49%), subsidiaria de Liberty Latin America, el Gobierno de la República de Panamá (49%) y el fideicomiso en favor de los colaboradores (2%). La empresa ha invertido más de 2 mil millones de dólares en infraestructura, innovación y responsabilidad social, contribuyendo en parte al desarrollo económico, educativo y cultural de Panamá.

## Historia
Cable & Wireless Panamá tiene sus orígenes en la expansión internacional de Cable & Wireless, una empresa británica de telecomunicaciones que se formó en 1852 con la instalación de cables telegráficos transatlánticos y entre las colonias británicas. Cable & Wireless se escindió en 2010 en dos empresas: Cable & Wireless Communications y Cable & Wireless Worldwide. La primera se enfocó en las operaciones en el Caribe y América Central, mientras que la segunda se dedicó al mercado global de servicios empresariales. 
En 1997, Cable & Wireless Communications adquirió el 49% de las acciones de INTEL, el Instituto Nacional de Telecomunicaciones de Panamá, que era el monopolio estatal de las comunicaciones en el país. El otro 49% quedó en manos del Gobierno de Panamá, y el 2% restante se destinó a un fideicomiso en favor de los colaboradores de la empresa. Así nació Cable & Wireless Panamá, que inició sus operaciones bajo la marca +Móvil, ofreciendo servicios de telefonía pública, fija y móvil, e internet de banda ancha.
Desde entonces, Cable & Wireless Panamá ha sido una de las empresas más importantes de telecomunicaciones en el país, con una amplia cobertura y una constante innovación tecnológica. En 2015, Cable & Wireless Communications compró Columbus Communications, una empresa que proveía servicios de televisión de pago, internet y telefonía en el Caribe y América Latina. Esto permitió a Cable & Wireless Panamá ampliar su portafolio de productos y soluciones, y adoptar la marca FLOW para su servicio de televisión de pago. 
En 2016, Liberty Global, el mayor operador de cable del mundo, compró Cable & Wireless Communications, y con ello, Cable & Wireless Panamá pasó a formar parte de Liberty Latin America, una división que agrupa las operaciones de Liberty Global en la región. Bajo el liderazgo de Liberty Latin America, Cable & Wireless Panamá ha continuado su crecimiento y diversificación, ofreciendo servicios corporativos y empresariales, y participando en proyectos de impacto social en áreas como la salud, la educación, la seguridad ciudadana y el gobierno digital. 
Cable & Wireless Panamá cumplió 26 años de operaciones en 2023, y se ha posicionado como una empresa comprometida en buena parte con el desarrollo de Panamá.